# Charlotte Moore Sitterly
Charlotte Emma Moore Sitterly (Ercildoun, Pennsylvania, 24 de setembro de 1898 — 3 de março de 1990) foi uma astrônoma estadunidense. Ela é conhecida por seus extensos estudos espectroscópicos do Sol e dos elementos químicos. Suas tabelas de dados são conhecidas por sua confiabilidade e ainda são usadas regularmente.

## Honrarias
Prêmios
- Prêmio Annie J. Cannon de Astronomia (1937)
- Medalha Bruce (1990)

Epônimos
- Asteroide 2110 Moore-Sitterly

## Publicações
- A Multiplet Table of Astrophysical Interest, 1933
- The Solar Spectrum  (com Harold D. Babcock), 1947
- The Masses of the Stars (com Henry Norris Russell), 1940
- Ultraviolet Multiplet Table, 1950
- Atomic Energy Levels as Derived from the Analyses of Optical Spectra, 1958